# Chiese di San Giovanni in Fiore

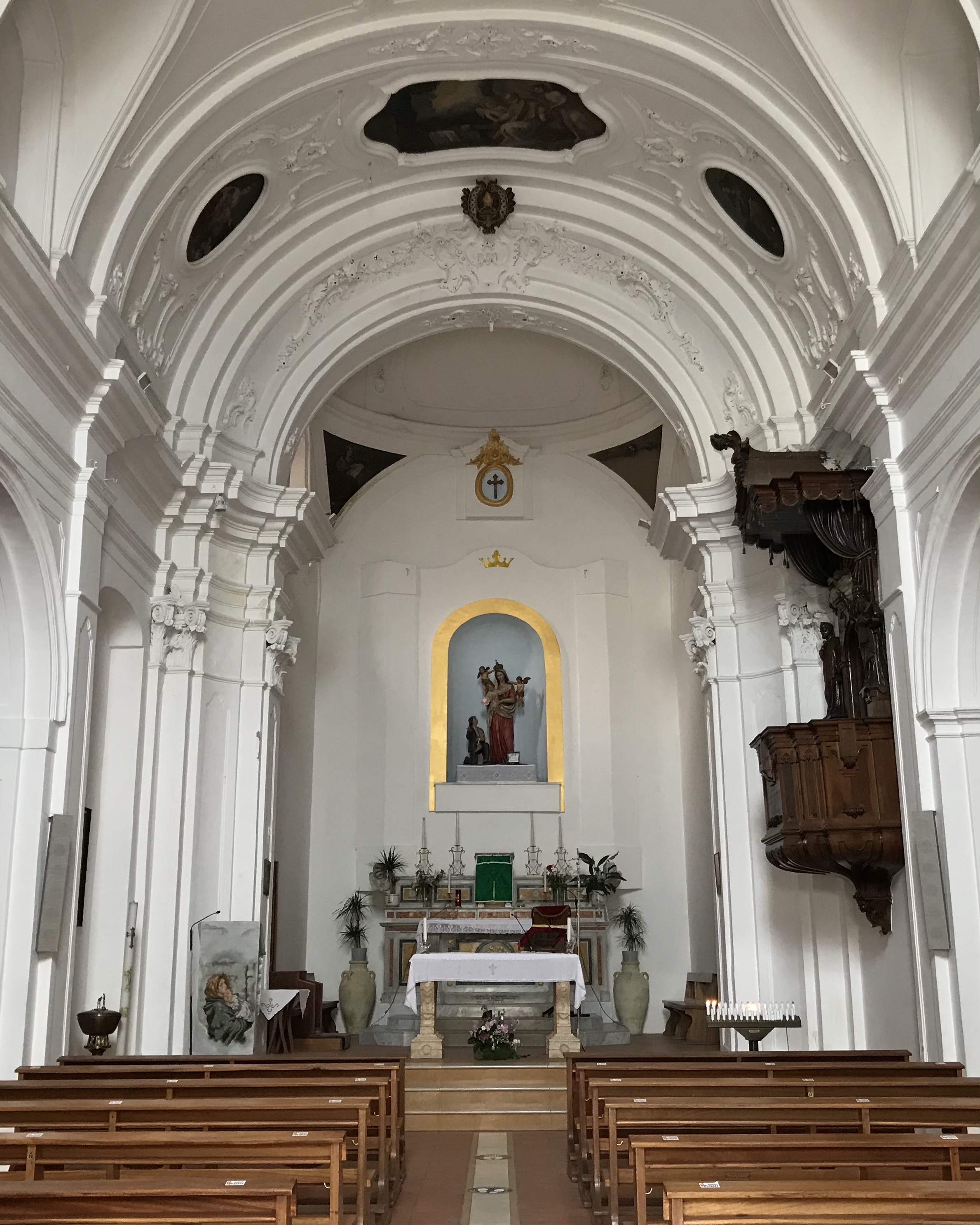
Chiesa di Santa Maria della Sanità

L'elenco sottostante, la descrizione e/o i collegamenti delle chiese, è un quadro generale atto a far percepire la storia non solo culturale e spirituale di San Giovanni in Fiore, ma cerca di restituire una visione di come questi edifici, hanno "partecipato" all'urbanizzazione storica della città, considerando che è da un edificio religioso, intorno al quale si è successivamente sviluppato tutto l'abitato, che nasce la storia urbana di San Giovanni in Fiore.

## Caratteristiche

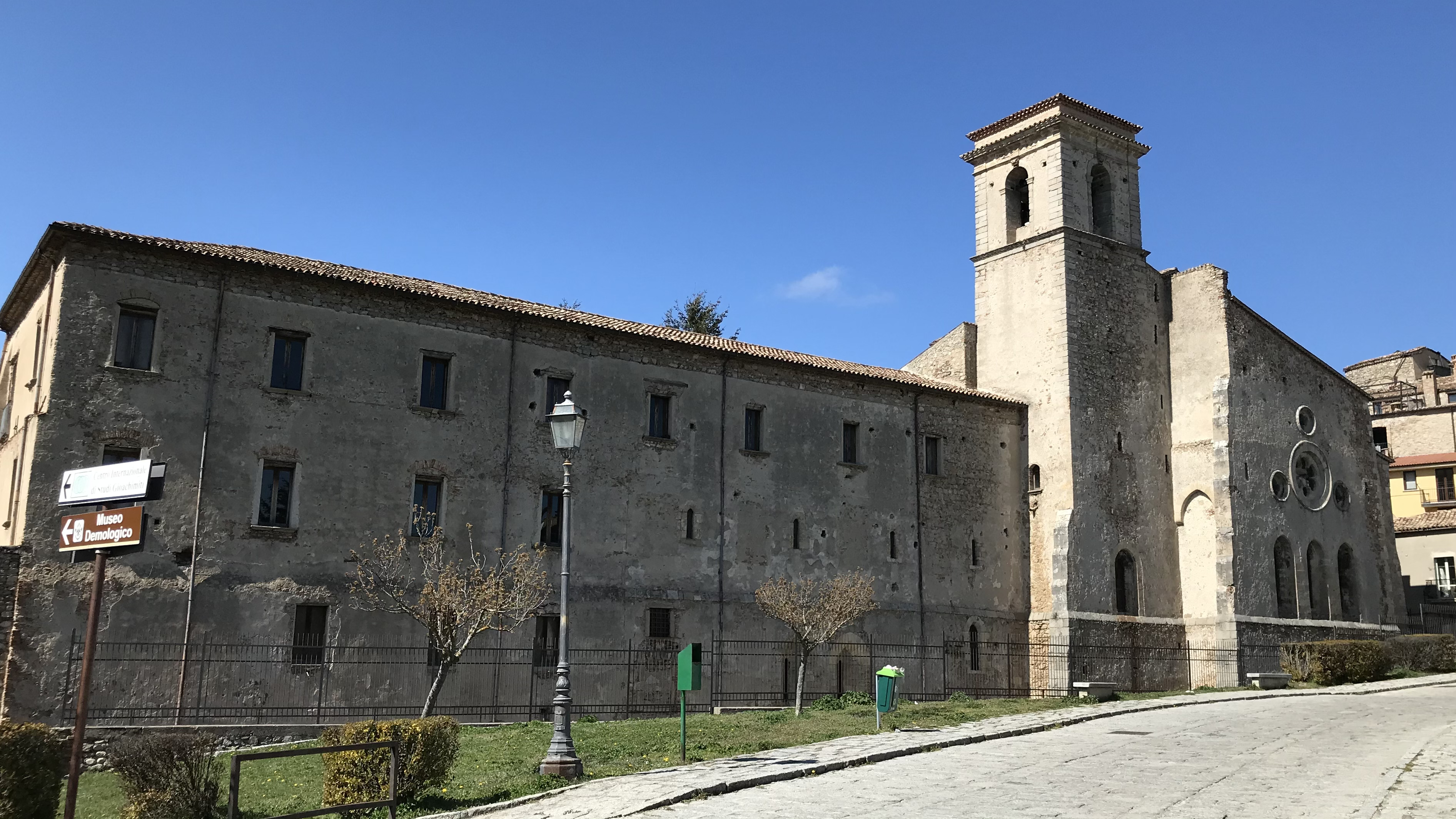
L'Abbazia Florense

Le chiese di San Giovanni in Fiore possiedono una particolarità riscontrabile anche in altri centri urbani, specie del sud Italia, ossia sono costruzioni che, pur essendo state edificate su luoghi isolati, nel tempo sono state assimilate dal tessuto edilizio circostante che ha riempito i vuoti urbani iniziali. La conseguenza di questo sviluppo edilizio, è che ad oggi, non si hanno sul territorio delle "aree di culto" proprie dell'edificio religioso. In parte la conseguenza di questo rapporto fra l'edificio religioso e il contesto urbano, è una caratteristica iniziale dell'edificazione della Chiesa stessa. Molte chiese, infatti sono state edificate in aree o luoghi di transito, spesso aree orograficamente impervie, comportando il venir meno del connubio "chiesa-piazza". Unica eccezione può esser fatta per la "Chiesa Madre", il solo edificio religioso che si affaccia su una piazza, quest'ultima realizzata in un periodo contemporaneo all'edificazione della chiesa, facente parte di un unico progetto. In parte anche il "Convento dei Padri Cappuccini", potrebbe essere considerato un luogo di culto isolato, essendo questo il cuore di un'area il cui perimetro è un grande orto ad uso, ancora oggi, degli stessi frati. Il convento però, fu da sempre considerato un luogo sorto "accanto a strada pubblica" quindi percorso dal primo tracciato urbano che dall'antico monastero florense, giungesse fino in cima al colle. Il connubio Chiesa - Piazza, con la facciata e i prospetti delle chiese liberi, e che si affacciano su ampi spazi urbani, è dunque una caratteristica urbana che non ha trovato consenso durante l'edificazione dei luoghi di culto. Questi ultimi, in alcuni casi sono stati considerati come luogo di sosta lungo un percorso da effettuare quotidianamente, un luogo finalizzato anche all'esser un punto di incontro. Questa particolarità la si ritrova nella Chiesa della Cona, in quella dell'Annunziata, ma anche nella Chiesa della Costa. Anche la periferica Chiesa dell'Ecce Homo un tempo costituiva un punto di sosta lungo il tracciato che dalla frazione di Palla Palla, portava alle campagne di "Meterire" e dei "Pardici", così come lo stesso discorso vale per la Chiesa del Crocifisso. Anche il più celebre di tutti gli edifici religiosi della città, l'Abbazia Florense, ad oggi non si affaccia su una piazza, ma piuttosto su uno slargo dalla quale si diramano poi strette viuzze, risultato in parte, dal fatto che i monaci florensi in esilio, non avevano necessità di un'agorà, ed in parte dell'urbanizzazione conseguente al 1530.

### Gli edifici religiosi

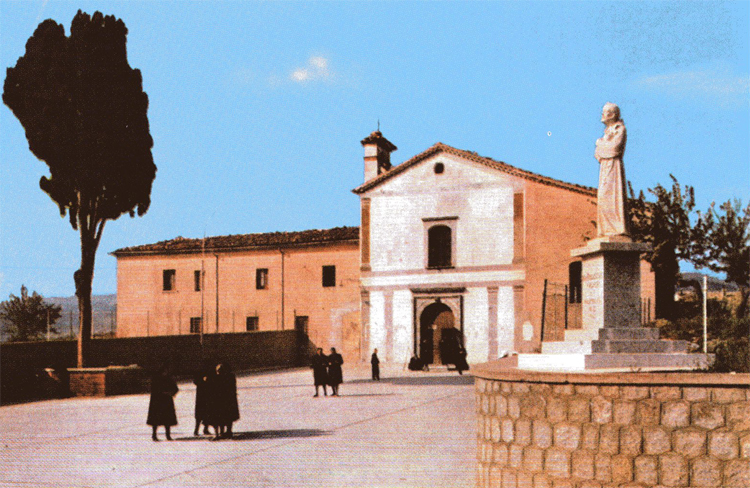
Convento Padri Cappuccini, cartolina anni sessanta

Nel territorio comunale vi sono 20 edifici religiosi, suddivisi in:
- 18 Chiese cristiano cattoliche
  - 11 nel centro urbano
  - 7 nel resto del territorio comunale
- 2 edifici di altro culto - una Sala del Regno e una Chiesa evangelica

Inoltre vi sono altri elementi edilizi religiosi di rilievo quali:
- una cappella
- un'edicola

oltre a numerose nicchie religiose che adornano fontane e case, e tre croci in ferro di inizio secolo scorso.

## Le chiese antiche del centro storico

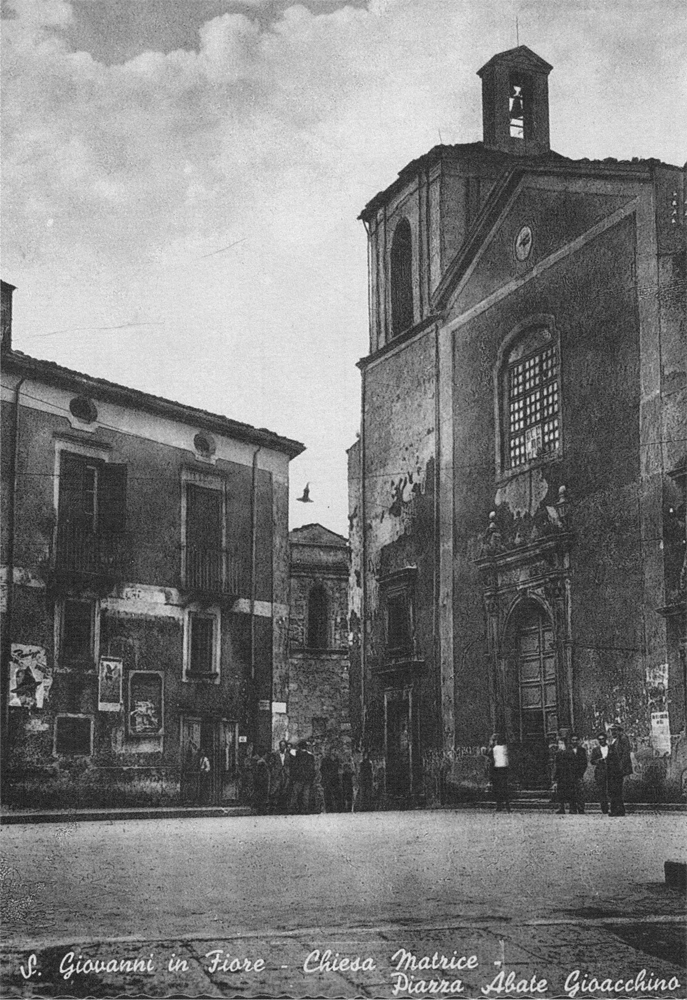
Chiesa di Santa Maria delle Grazie

Il centro storico racchiude al proprio interno le principali chiese del paese, non solo per storicità ma anche per dimensioni. Gli edifici religiosi si concentrano sull'asse Chiesa di Santa Maria delle Grazie - Chiesa del Crocifisso, la zona più antica del paese. Più esterne dal perimetro dell'Abbazia, ma sempre in pieno centro storico sono invece la Chiesa della Cona, posta nel rione Timpone/Cona, e la Chiesa del Carmelo, più recente e sviluppata lungo il quartiere della Costa. Caso a parte è il Convento dei Padri Cappuccini, che seppur risalente alla metà del Seicento, venne realizzata in un luogo isolato e lontano dal centro storico, e che oggi riesce a preservare questo isolamento, cinta dal proprio giardino/orto, nonostante poi l'urbanizzazione del paese si sia spinta anche in direzione del Convento.

### Abbazia Florense

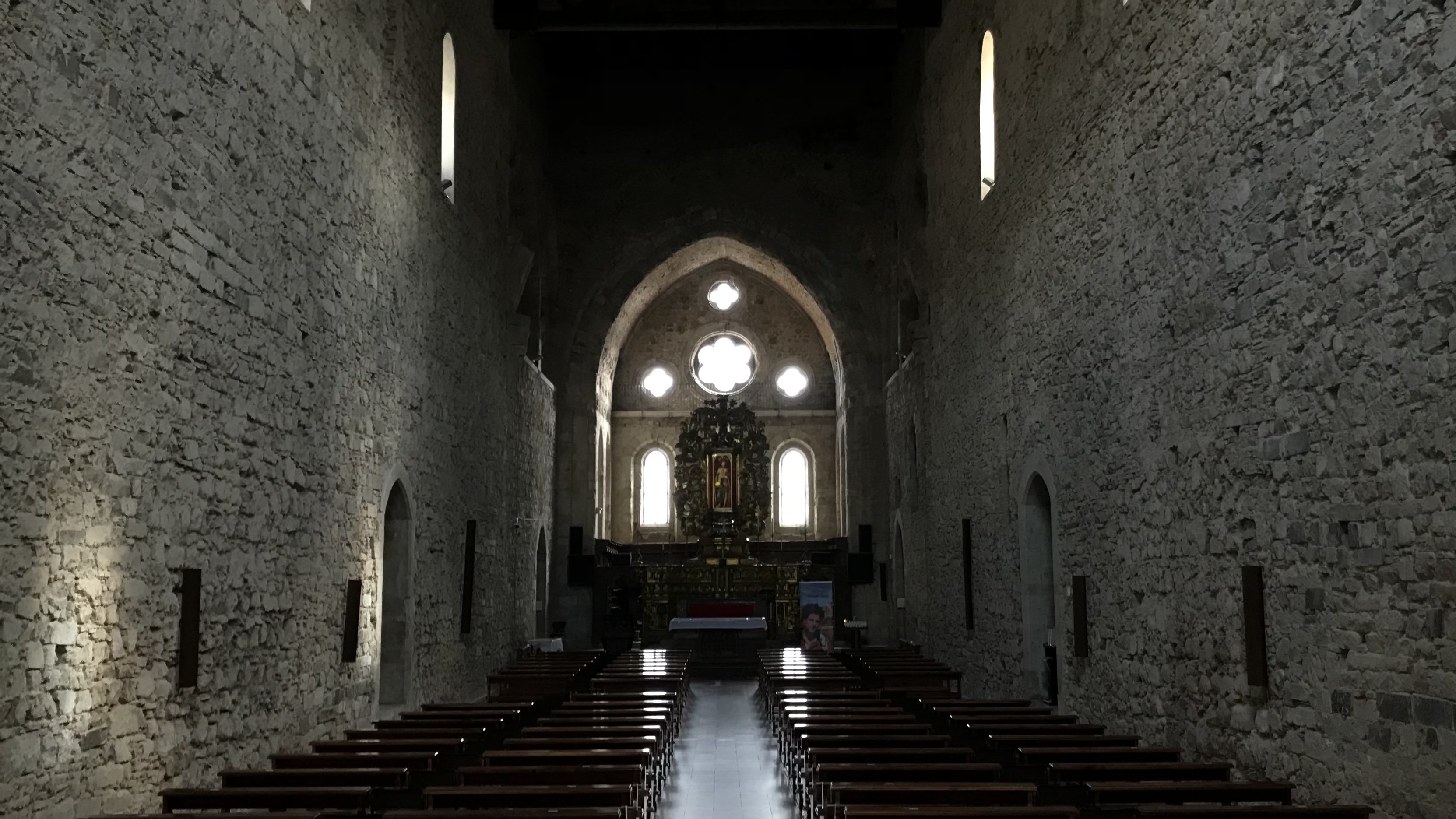
Navata

L'Abbazia Florense, insieme a tutto il complesso abadiale, è il primo nucleo urbano fatto costruire dall'abate Gioacchino da Fiore tra la fine del XII secolo e l'inizio del XIII. L'edificio fu realizzato presso la confluenza dei fiumi Arvo e Neto, e nonostante modifiche e rimaneggiamenti subiti nel corso dei secoli, conserva ancora la severa austerità dello stile romanico. Sulla facciata presenta un maestoso portale in stile Gotico formato da fasci di sottili colonne, con capitelli riccamente decorati da palmette e foglie, databile intorno all'anno 1220. In corrispondenza dell'altare maggiore si trova la cripta che custodisce l'urna contenente le spoglie di Gioacchino da Fiore, e la nicchia sepolcrale. L'Abbazia è sottoposta recentemente ad una serie di restauri che atti al consolidamento della struttura e al recupero di alcuni stati originari della stessa.

### Chiesa dell'Annunziata

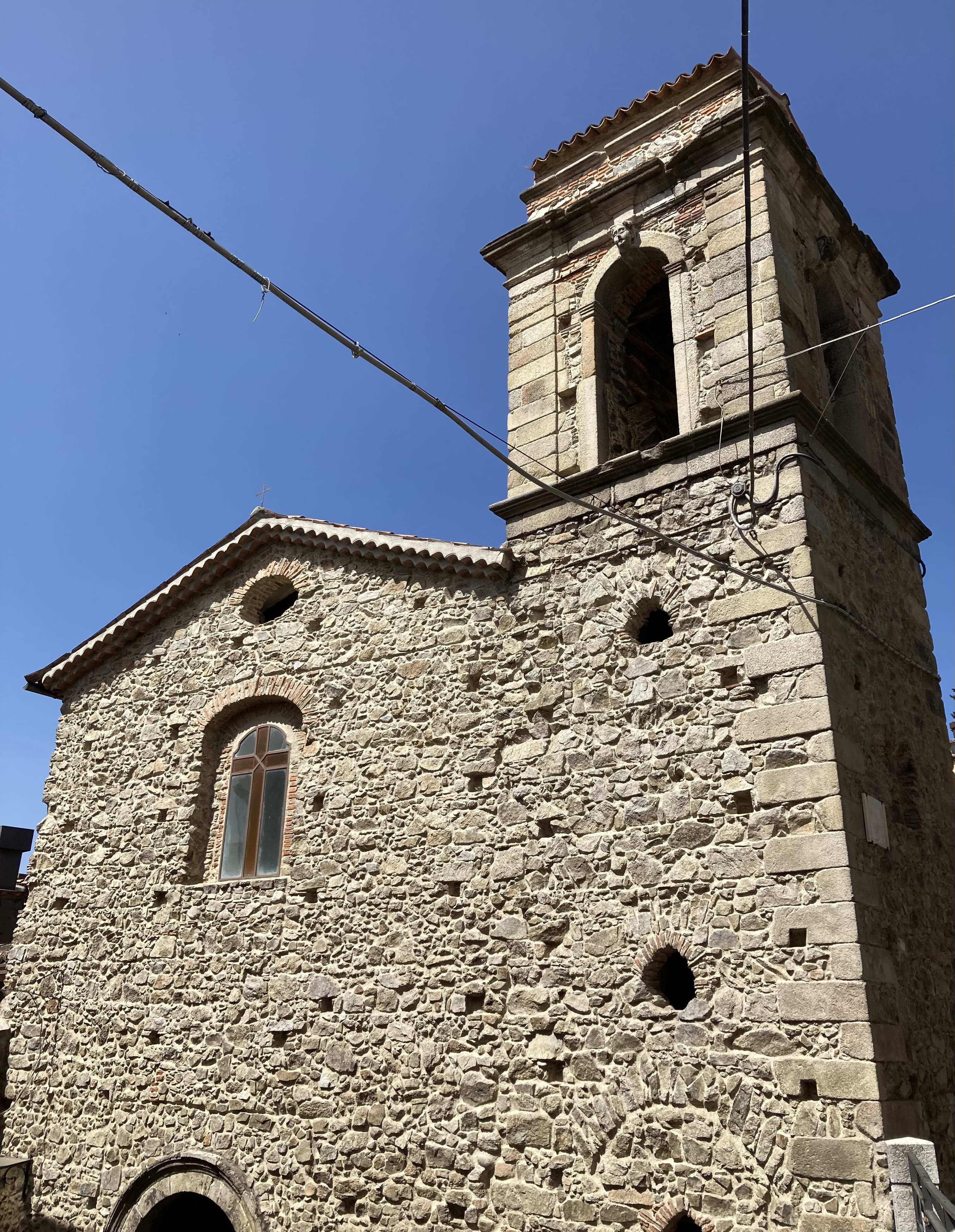
Facciata e campanile

La Chiesa dell'Annunziata risale al 1653, fondata dai soci della Congrega dell'Annunziata, una congrega religiosa locale. Comunicante per molto tempo alla Chiesa di Santa Maria delle Grazie, attraverso un passaggio murario, tra i due campanili, tale passaggio venne demolito negli anni trenta del secolo scorso, per permettere alla piazza della città (l'attuale piazza bate Gioacchino), di avere una duplice via di comunicazione.

### Convento dei Padri Cappuccini
Il Convento dei Padri Cappuccini fu edificato nel 1636. Posto nella parte alta del centro storico, un tempo era comunicante, attraverso un tunnel sotterraneo, con la cripta e le catacombe dell'Abbazia Florense. Dopo varie modifiche ed ampliamenti, oggi si presenta a due navate. Conserva un prezioso altare ligneo che custodisce la statua di Sant'Antonio, molto venerato nella cittadina.

### Chiesa del Madonna del Carmelo

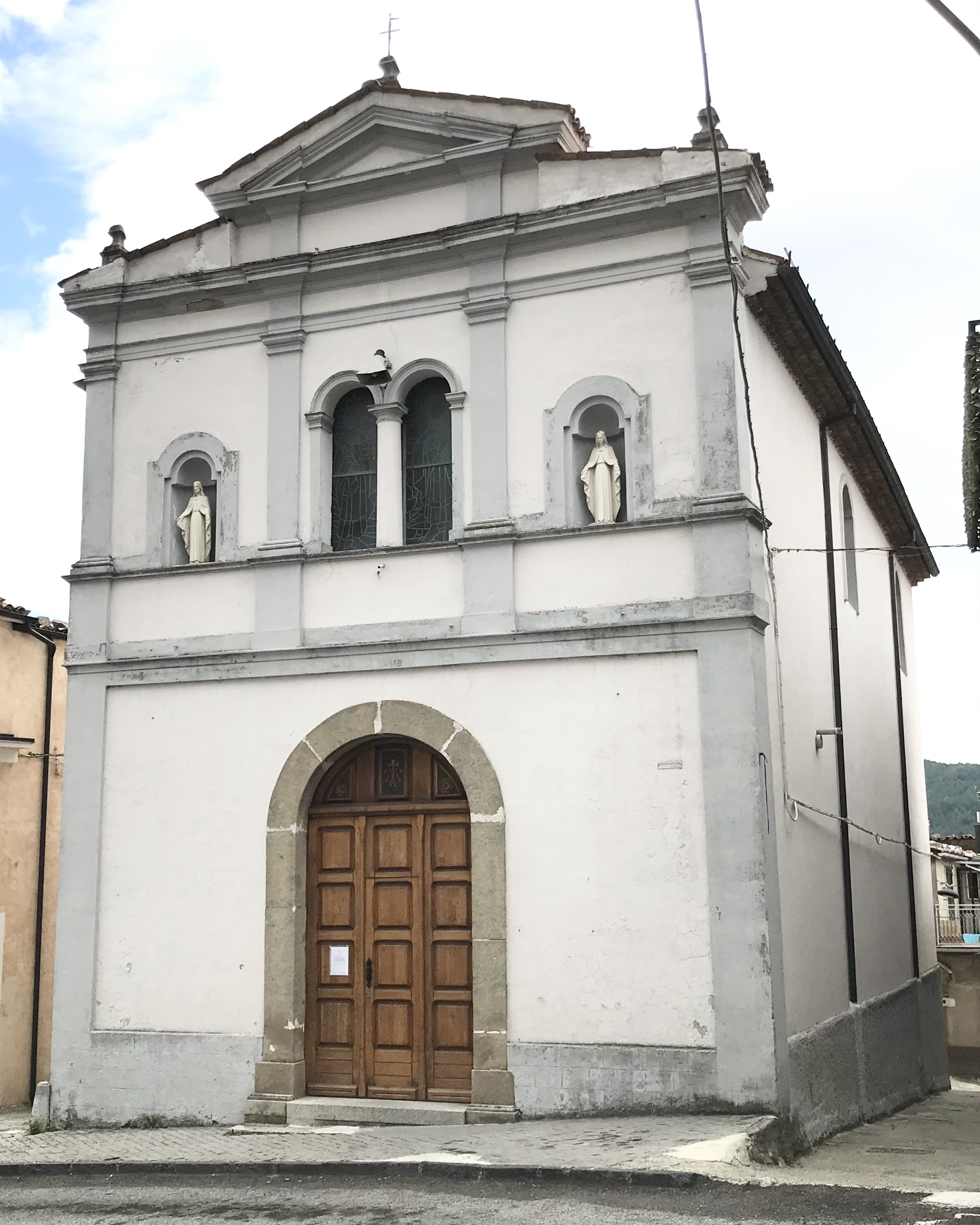
Facciata

La Chiesa della Madonna del Carmelo (o del Carmine), di semplice stile barocco, è posta nel versante sud del centro abitato, nel rione Costa. Fu costruita dopo il 1790, per volere degli abitanti del quartiere, che molto numerosi in quel periodo, pretesero la realizzazione di un edificio di culto nella loro rione. Con molta probabilità i lavori hanno avuto inizio nella seconda metà dell'Ottocento.

### Chiesa dell'Ecce Homo
La Chiesa dell'Ecce Homo (o santuario dell'Ecce Homo) si trova nel quartiere periferico di "Palla Palla". Realizzata nel 1700 quando il quartiere era una frazione del comune di San Giovanni in Fiore, distante da questo alcuni chilometri. Nel mese di giugno la chiesa e la zona circostante è animata dalla festa dell'Ecce Homo, che richiama, oltre ai cittadini sangiovannesi, anche popolazioni dei comuni limitrofi.

### Chiesa di San Francesco di Paola

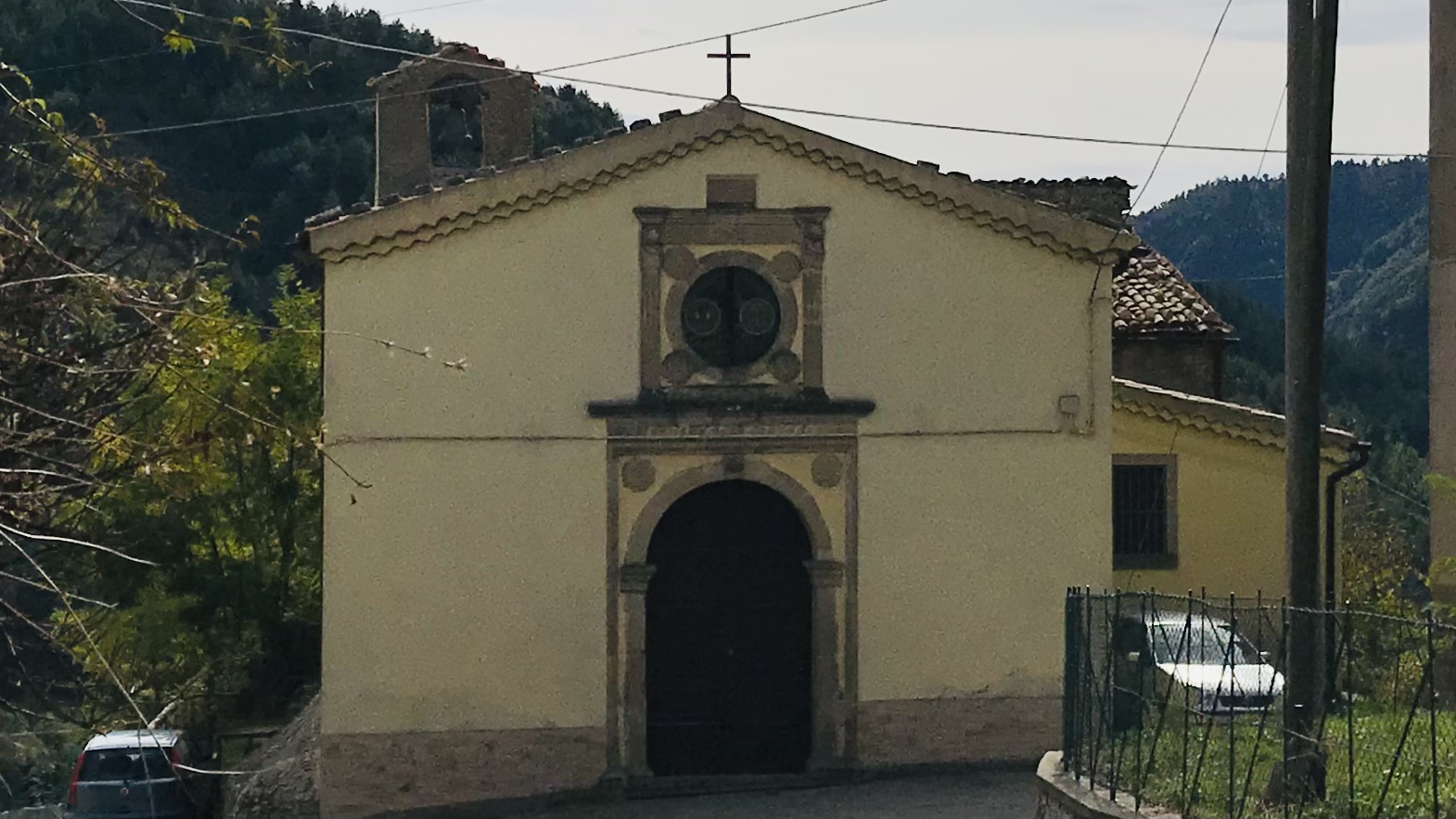
Chiesa di San Francesco

La Chiesa di San Francesco di Paola (o Chiesa del Crocefisso) sorge in posizione extraurbana nella parte più meridionale del centro storico, lungo la strada che porta in località Iunture. Costruita nel 1774, si conserva integra nelle forme originarie. L'interno della chiesa è stato trasformato da un restaurato effettuato nel 1974 che ha, comunque, mantenuto, senza alterarla eccessivamente, la tipologia della chiesa ad unica navata. Conserva un prezioso altare ligneo.

### Chiesa di Santa Maria delle Grazie

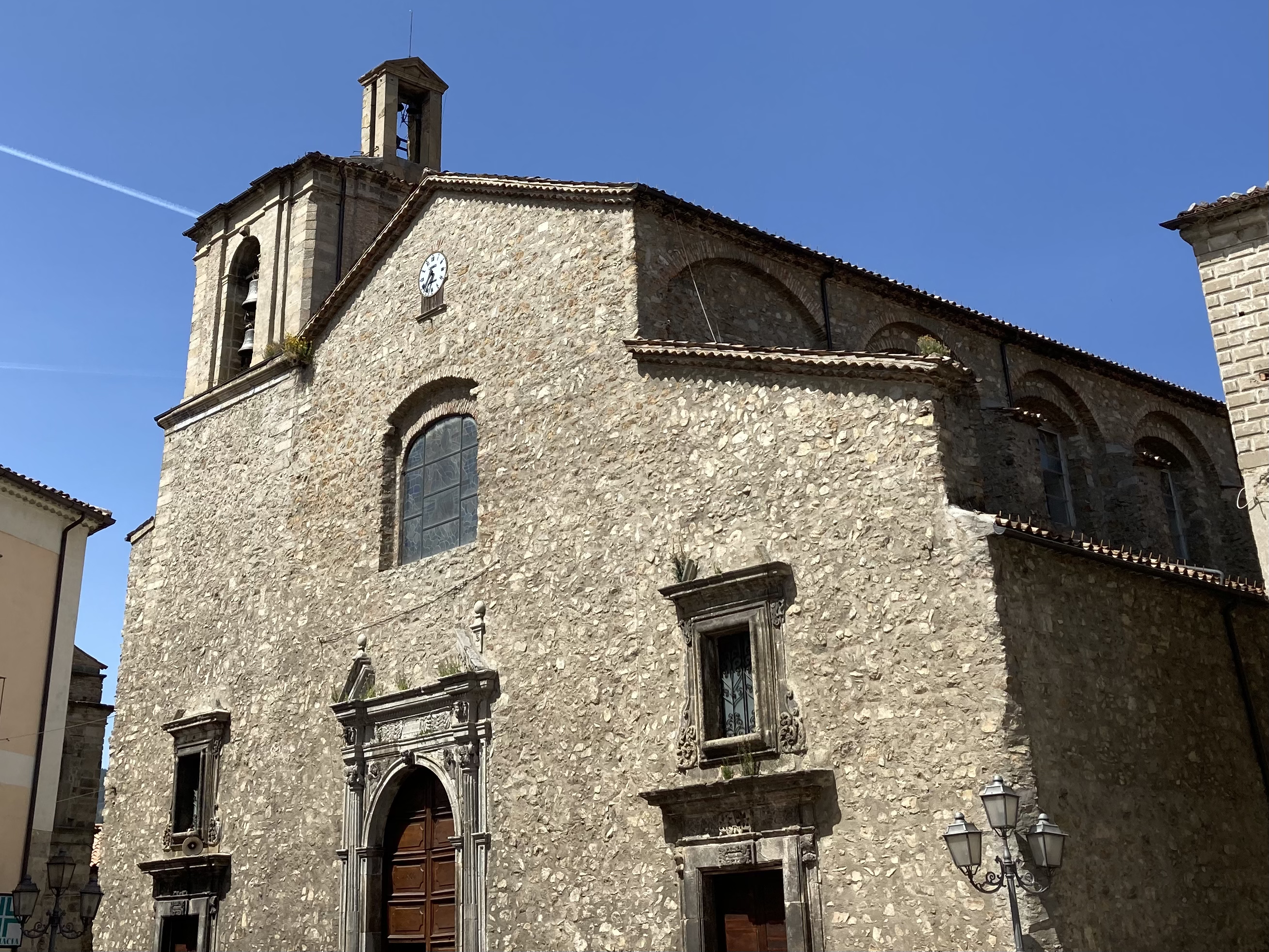
Facciata e campanile

La Chiesa di Santa Maria delle Grazie (o Chiesa Matrice) è stata edificata intorno al 1530 dall'Abate Commendatario Salvatore Rota. Inizialmente era ad una sola navata. Completamente demolita, venne riedificata a tre navate nel 1770 per opera dell'Abate Commendatario Giacomo Filomarino. Presenta un prospetto con tre portali in pietra arenaria decorati a motivi ornamentali seicenteschi. Il portale maggiore è riccamente decorato con motivi di ispirazione classica.

### Chiesa di Santa Maria della Sanità

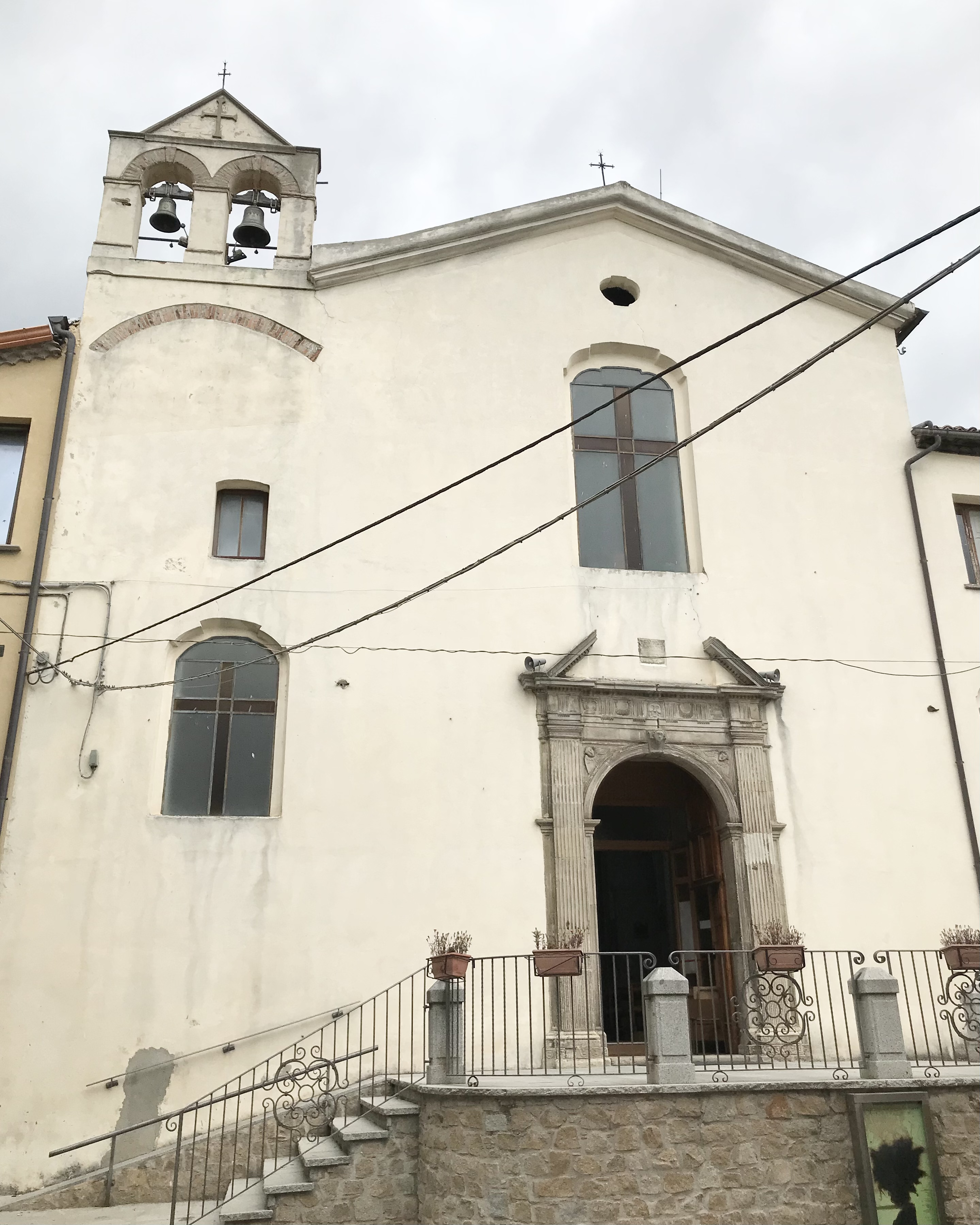
Facciata e campanile

La Chiesa di Santa Maria della Sanità (meglio conosciuta come Chiesa della Cona) fu edificata nel 1600, in uno dei quartieri più antichi della città, oggi parte integrante del centro storico. È di dimensioni ridotte suddivisa in tre navate. Nel 1700 fu modificata architettonicamente con vistosi elementi barocchi, e conserva ancora oggi un pregevole portale sobriamente decorato. Conserva preziosi affreschi di artisti calabresi e napoletani dell'epoca.

## Chiese nelle frazioni antiche di San Giovanni in Fiore

### Chiesa vecchia di San Giuvanniellu

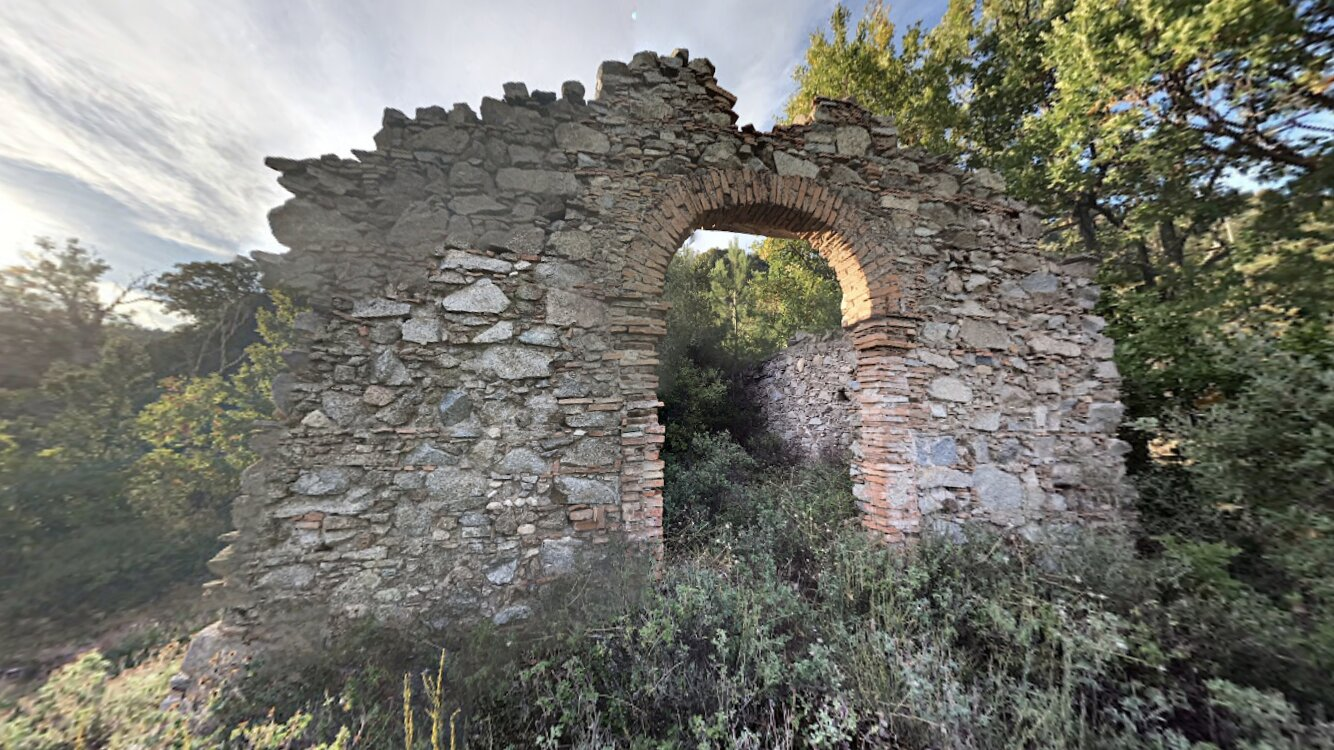
Facciata

Situata a Fantino è oggi diroccata; sono perfettamente distinguibili la base del campanile, l’altare e le nicchie.

### Chiesa nuova di San Giuvanniellu

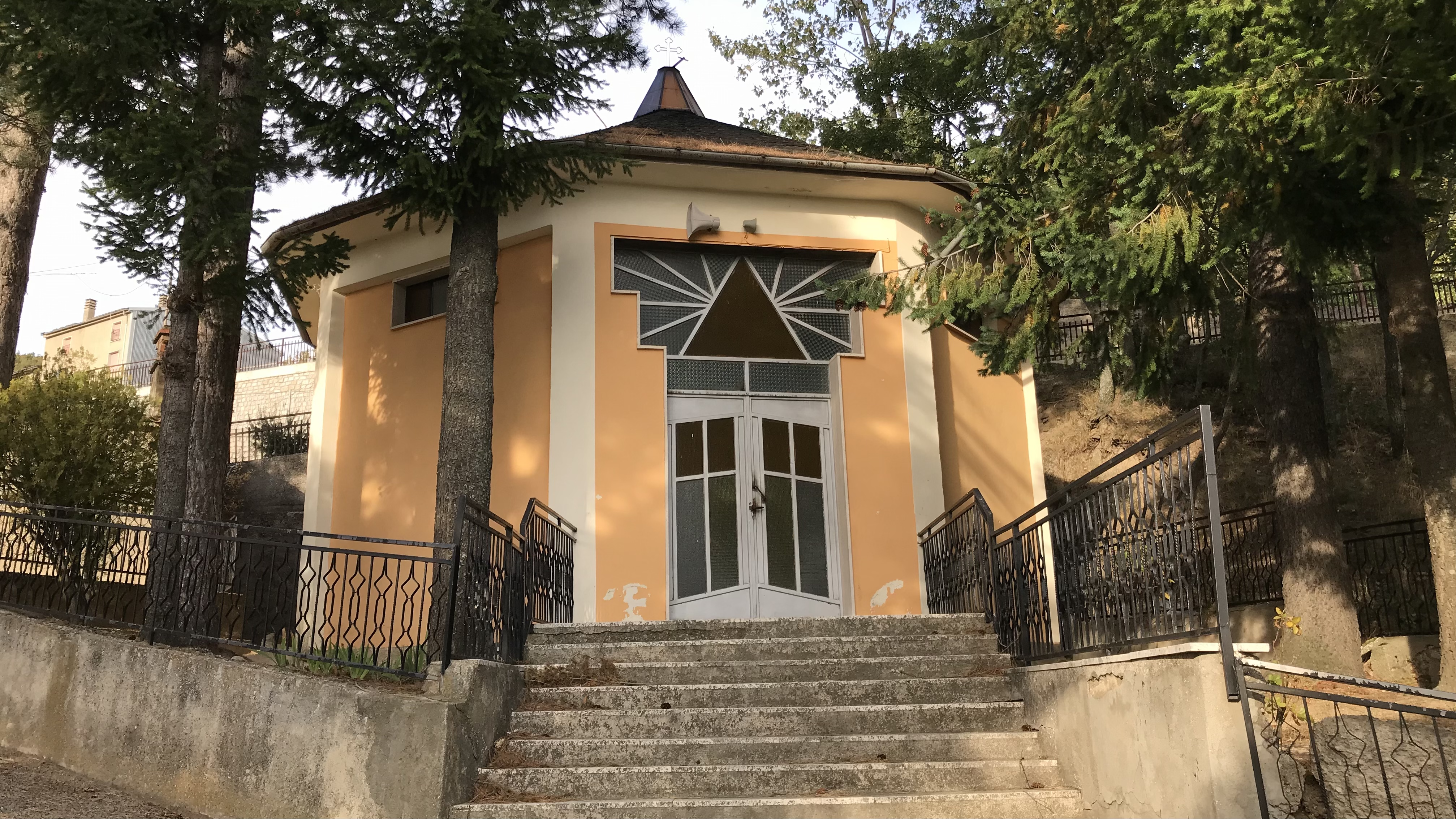
La chiesa nuova di San Giuvanniellu

Situata anch’essa a Fantino, la Chiesa di San Giuvanniellu è un edificio con pianta a forma ottagonale realizzata negli anni settanta quando la piccola e vecchia chiesa del villaggio, fu abbandonata poiché in avanzato stato di degrado e pericolante. Alla nuova chiesa vennero portati tutti gli elementi sacri della vecchia chiesa, tra cui la statua di "San Giovanni Infante".

### Chiesa di San Teodoro

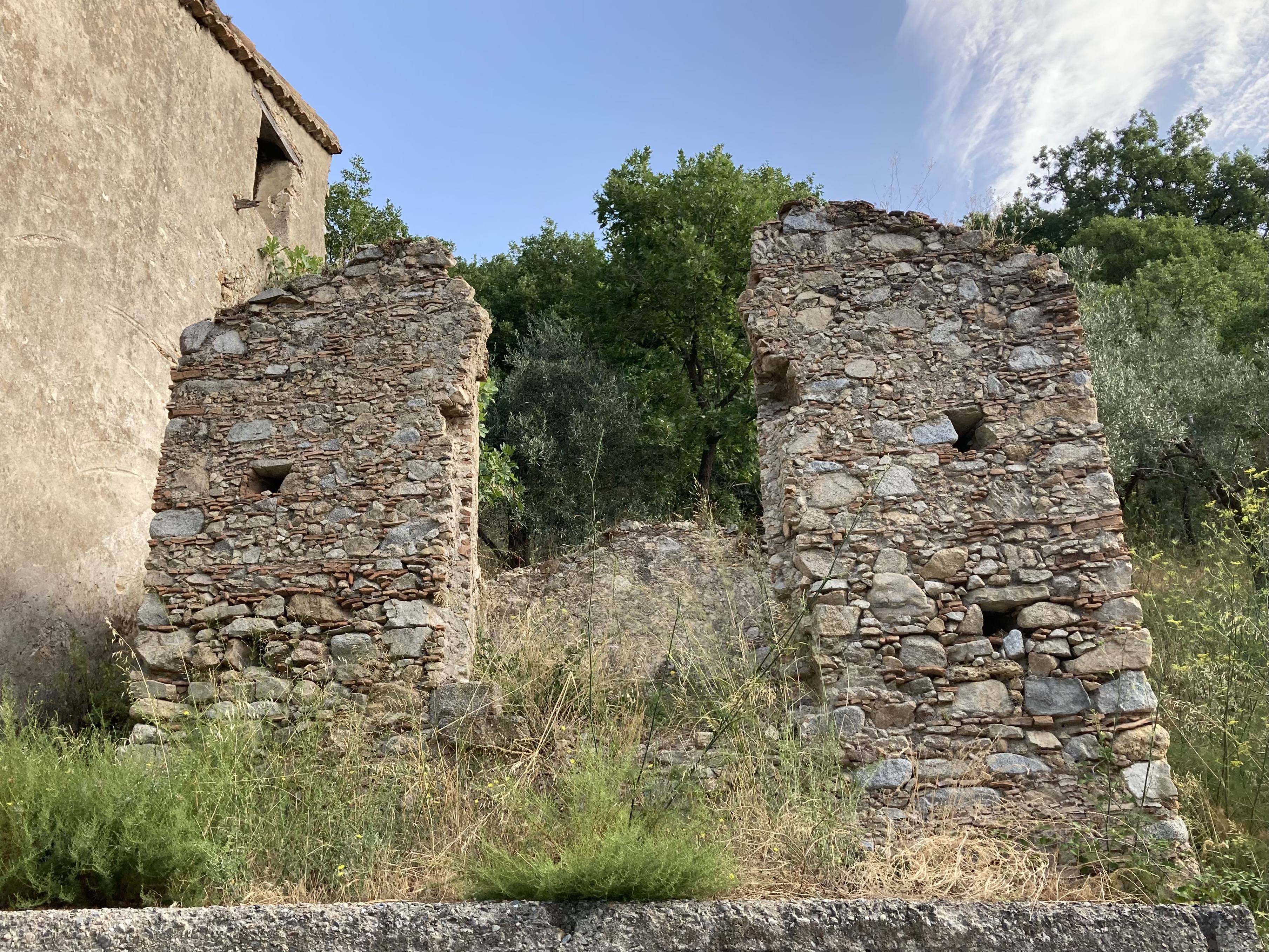
Facciata

Situata nella piazza di Carello è oggi diroccata; sono perfettamente distinguibili l’altare e le nicchie.

### Monastero dei Tre Fanciulli

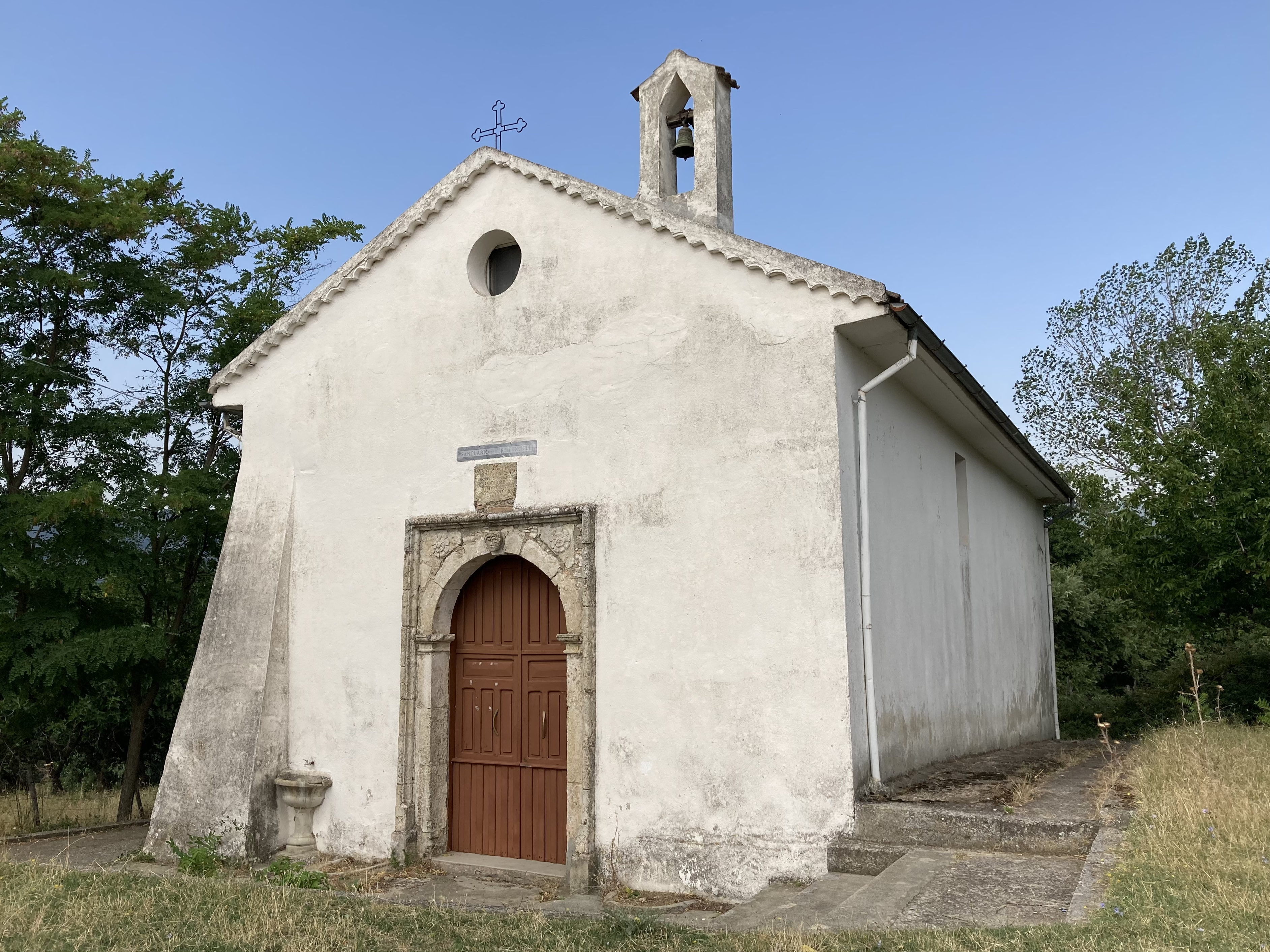
Monastero dei Tre Fanciulli

Il Monastero dei Tre Fanciulli (o Chiesa dell'A'-Patia) sorge in località “A-Patia” a 15 km circa da San Giovanni in Fiore. La chiesa è stata costruita prima dell'anno 1000, probabilmente intorno all'anno Ottocento, dai Monaci Basiliani unitamente al relativo monastero. Nel territorio circostante si possono ancora ammirare alcune grotte scavate nella roccia, adibite dapprima a luogo di culto, raccoglimento e meditazione, da parte dei monaci brasiliani intenti a costruire l'eremo che sarà detto dei “Tre fanciulli”.

## Altre Chiese nel centro urbano
Le altre chiese realizzate nel centro urbano, sono strettamente legate allo sviluppe edilizio post bellico, che ha prodotto la nascita di nuovi quartieri e le relative chiese.

### Chiesa di Santa Lucia

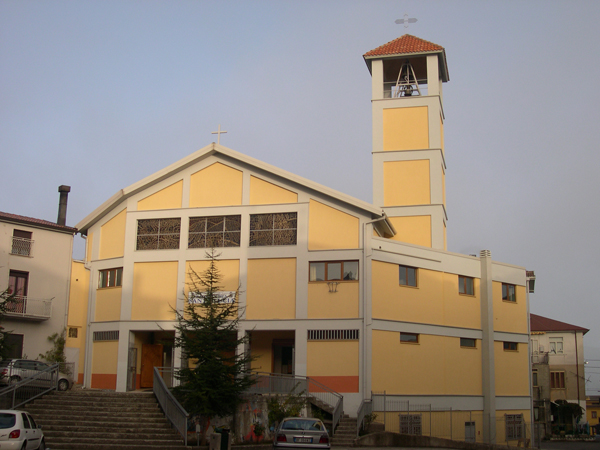
Chiesa di Santa Lucia

La Chiesa di Santa Lucia è stata edificata tra la seconda metà degli anni settanta e i primi anni ottanta, dando vita ad una nuova parrocchia assorbendo quella di San Francesco e dell'omonima chiesa. Il quartiere sorto intorno alla chiesa ha poi assunto lo stesso nome dell'edificio di culto. La chiesa attuale è opera di un lungo restauro e rifacimento della chiesa negli anni novanta.

### Chiesa di San Domenico
La Chiesa di San Domenico è stata edificata negli anni ottanta nel quartiere dell'Olivaro, un quartiere periferico distante un paio di chilometri dal centro urbano. L'edificio, oltre alla funzione religiosa, ha assunto negli anni anche ruolo di centro di aggregazione sociale, ospitando al proprio interno un oratorio ed una casa di riposo.

### Chiesa dello Spirito Santo
Ultima chiesa, per ordine cronologico, consacrata nel centro urbano. È posta nel quartiere della "Pirainella", il quartiere più a nord della città. Utilizza parte del vecchio capanno della "Scuola Tappeti", in disuso dagli anni ottanta. La chiesa è stata consacrata nel 2008.

### Cappella di San Giovanni Battista
La Cappella di San Giovanni Battista è una piccola cappella posta in cima al quartiere del "Bacile", la parte più alte di Monte Difesa, sopra il vecchio serbatoio del Bacile realizzato nei primi anni del secolo scorso.

## Chiese realizzate con la riforma agraria

Chiesa del Germano

Quando nel 1950 venne approvata la riforma agraria, l'Opera di Valorizzazione della Sila, l'ente preposto nella gestione e nell'applicazione delle direttive avanzate dalla riforma, si mise all'opera nella realizzazione di numerose opere infrastrutturali, tra le quali, la realizzazione di numerosi villaggi rurali sparsi nel territorio silano. Sul territorio comunale di San Giovanni in Fiore, furono realizzati 6 villaggi, 5 dei quali dotati di chiese. Le chiese erano viste non solo come edifici per la professione del culto, ma anche come centri di aggregazione sociale per le famiglie che erano ospitate nei villaggi. Pur avendo elementi architettonici simili, presenti in maniera pressoché comune in tutte le chiese, queste però, erano edifici realizzati con proprie peculiarità, ed inseriti in ambienti che seppur montani, avanzavano numerose differenze. Ciò che è più rilevante da sottolineare, è vedere come le chiese si siano integrate nella grossa maglia del villaggio rurale che le ospitava, ed è che per questo ognuna di esse, ha un proprio valore e significato.
- Chiesetta di Cagno in località Villaggio Cagno
- Chiesetta di Ceraso in località Villaggio Ceraso
- Chiesetta del Germano in località Germano
- Chiesetta di Rovale in località Rovale
- Chiesetta dei Serrisi in località Villaggio Serrisi

## Architetture religiose scomparse o sconsacrate

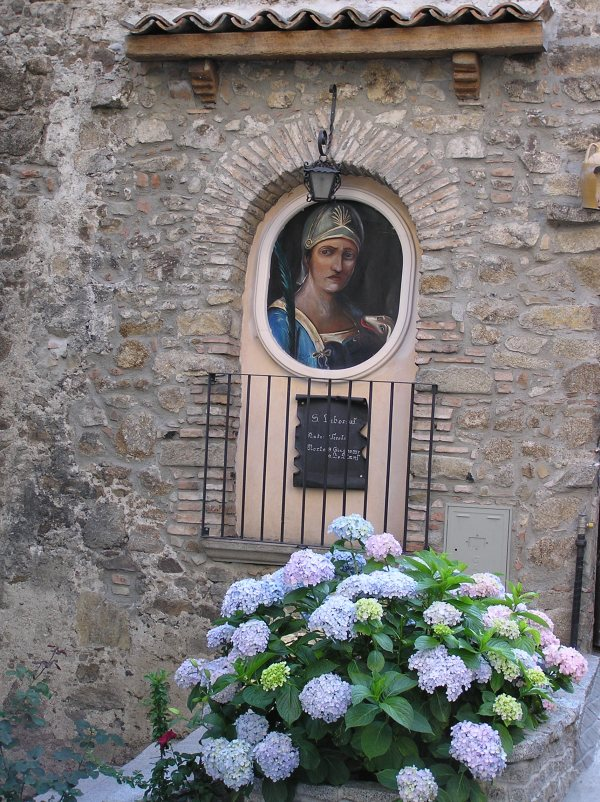
Il medaglione di San Liborio

San Giovanni in Fiore come molti paesi della Calabria, ha un'antica tradizione di luoghi legati alla vita religiosa della città. Alcuni nomi di santi furono utilizzati e vengono utilizzati tuttora per indicare rioni della cittadina. Il legame fra i quartieri e i nomi dei santi è riscontrabile in statue ed edifici di culto presenti nelle vicinanze. Tuttavia vi sono luoghi antichi, edifici religiosi non più presenti, andati distrutti, sconsacrati o riconvertiti perché non più in uso. Fra questi edifici si possono ricordare: 
- la Cappella di San Liborio
- la Chiesa di San Biagio
- la Cappella di San Giuseppe

### La Cappella di San Liborio
San Liborio è un santo che si festeggia il 23 luglio. La Cappella a lui dedicata, che si trovava nel rione “Catoia” lungo via Florense, fu fatta erigere nel 1743 dalla famiglia Marini, molto devota al santo francese. La Cappella, realizzata anche grazie all 'aiuto della famiglia Barberio e all'iniziativa di Don Giovan Battista Oliverio, fu utilizzata per quasi un secolo da parte della famiglia Marini, che vi accedevano direttamente da casa, grazie ad una botola. Non ritenuta più idonea alla devozione del santo, fu “sconsacrata” e riconvertita in garage. Si narra che un tempo, durante la processione di San Giovanni Battista, il santo patrono del paese, la statua del santo veniva lasciata riposare in quella cappella, giusto il tempo del ristoro del pranzo dei portantini. Oggi della Cappella esiste solo un medaglione riprodotto dall'artista locale Giandomenico Tiano, fatto realizzare su commissione di un commerciante della zona, Mario Caputo, posizionato in una nicchia posta a pochi metri dalla vicina Cappella, protetto da una ringhiera.

### La Chiesa di San Biagio
La Chiesa di San Biagio era una piccola chiesetta costruita sul colle di San Biagio intorno al 1649. Distrutta da un incendio nl 1930, la chiesetta non fu più ricostruita, in quanto non ritenuta opportuna. Al suo posto venne realizzata una Piazza (l'attuale Piazza Aldo Moro), con tanto di vista "belvedere" sul centro storico, e negli anni cinquanta, su parte di questa piazza, venne realizzata la sede centrale delle Poste Italiane. La chiesetta si disponeva con il prospetto laterale lungo l'attuale via San Biagio, mentre la facciata si apriva su una piccola area che scendeva poi lungo il crinale sotto la chiesetta. Della antica chiesa, a ricordo è stato realizzato un affresco posto sullo stesso edificio ospitante il medaglione di San Liborio, commissionato sempre dal commerciante Mario Caputo.

### La Cappella di San Giuseppe
Cappella andata perduta distrutta da un incendio. In essa era custodita una tale raffigurante San Giuseppe, opera di Cristoforo Santanna. La tela dell'artista calabrese, diede poi origine al nome della cappella, probabilmente commissionata da una famiglia benestante del paese tra la fine del Settecento e l'inizio dell'Ottocento.

## Altri elementi religiosi

### Le croci di inizio Novecento
Nel 1912, in occasione di una “Missione di evangelizzazione”, furono realizzate due croci, poste successivamente, in due zone del paese, all'estremità del centro urbano. La prima croce, fu innalzata accanto alla Chiesa del Carmelo, chiamata “Croce della Costa”, mentre la seconda croce venne posta sul colle Difesa, chiamata appunto “Croce della Difesa”. Le croci sono costituite da assi in ferro, e poggiano su una base in granito silano. Al centro delle croci è stato riprodotto un cuore crociato, simbolo della “Congregazione dei Passionisti”. Ai lati della croce, in posizione obliqua vi sono una lancia, simbolo del ferimento al costato di Gesù in croce, ed una canna come quella utilizzata per abbeverare il Signore, durante l'agonia della crocifissione. La base in granito silano, di forma quadrangolare, ospita alcune incisioni fatte su tavole in marmo, ognuno delle quali riportano la data dell'avvenimento, il maestro che ha eseguito l'opera, e alcune esortazioni cristiane come ”Soffri e Taci” e ”Ama e spera”. Oltre alle due croci, ve ne è un'altra, distante un centinaio di metri dalla “Croce della Difesa” fatta realizzare alcuni decenni dopo, sempre in ferro battuto, con elementi in legno, meno pregiata delle altre.
L'innalzamento delle due Croci, è legato ad un fatto increscioso della storia della comunità silana, che venne riportato su un verbale della “Curia provinciale dei Padri Passionisti del Santo Costato di Gesù”. Quando i missionari giunsero in paese, la sera, dopo le laute celebrazioni eucaristiche, con seguente processione per le vie cittadine, sia le croci che i padri vennero presi beffa da un gruppo di anarchici probabilmente ubriachi. Il giorno susseguente, saputo dell'accaduto, per poco non si rischiò il linciaggio dei facenti parte al gruppo degli anarchici da parte di migliaia di fedeli, rischiando anche tentativi di impiccare incendi alle abitazioni degli anarchici. Il tutto venne portato alla calma il giorno successivo, quando i padri missionari, fecero due comunioni generali, una per gli uomini e l'altra per le donne, terminate con la benedizione delle croci e il perdono degli “attentatori”. Per questo le croci, ancora oggi, sono simbolo del perdono religioso.

### L'edicola dell'Ecce Homo
Posta nel vecchio quartiere del "Petraro", quest'edicola racchiude un'immagine dell'Ecce Homo. Al suo fianco vi è una fontana, ed il luogo era un punto di sosta per i viaggiatori che si apprestavano a scendere in paese e per i contadini che lavoravano le terre delle zone tra "Meterire" e i "Pardici".

## Galleria d'immagini

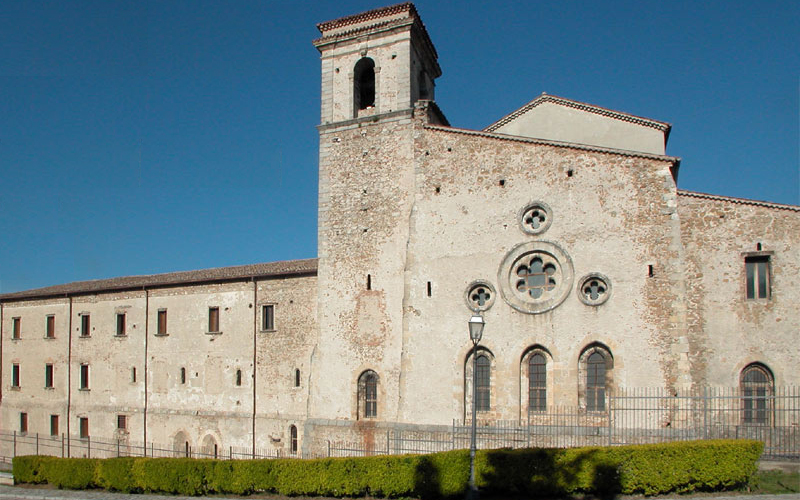
Abbazia Florense
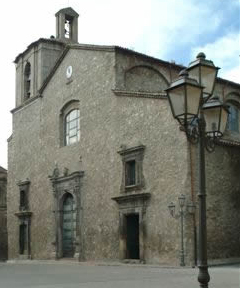
Chiesa di Santa Maria delle Grazie
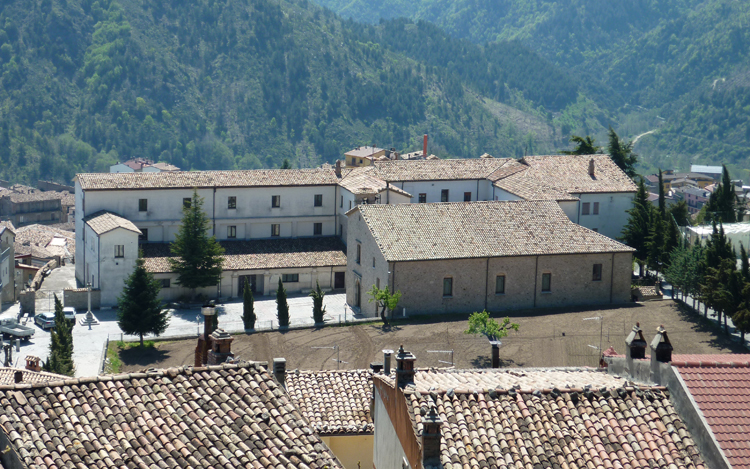
Convento dei Padri Cappuccini
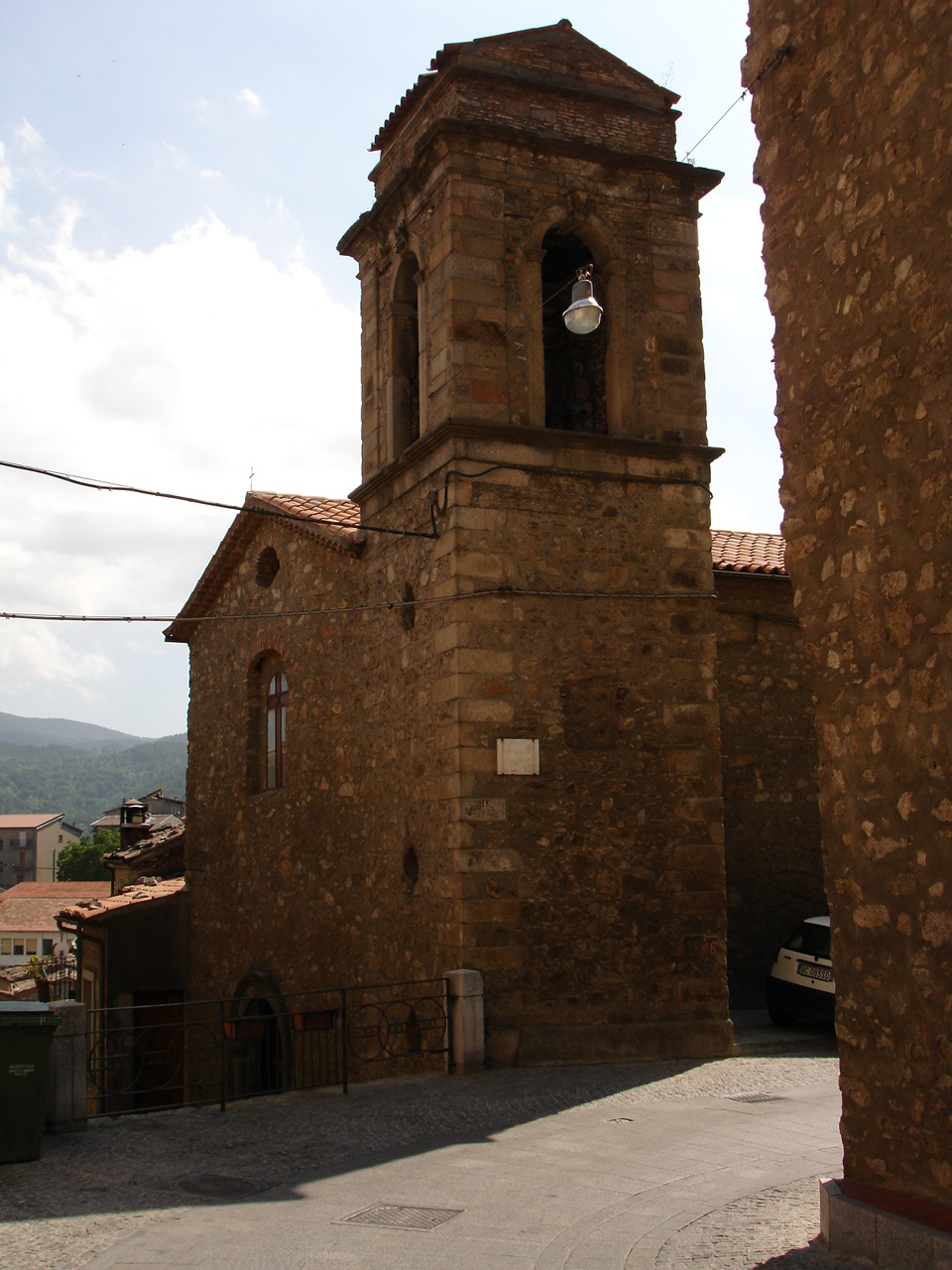
Chiesa dell'Annunziata
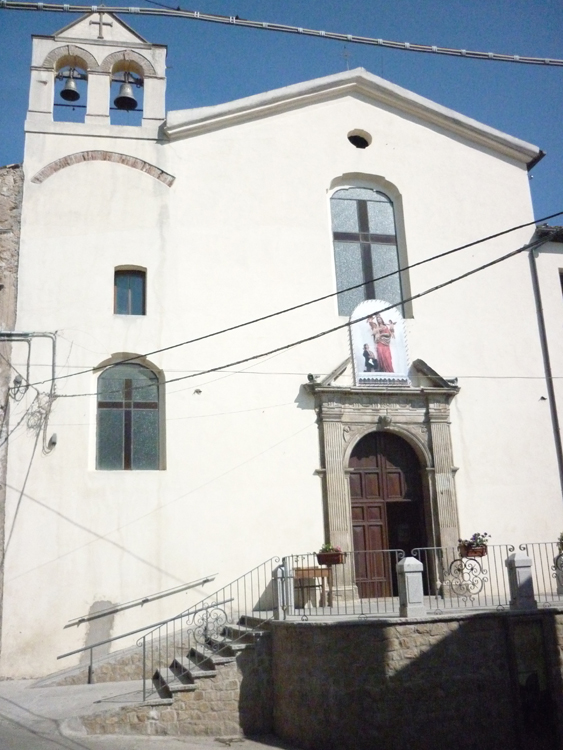
Chiesa di Santa Maria della Sanità
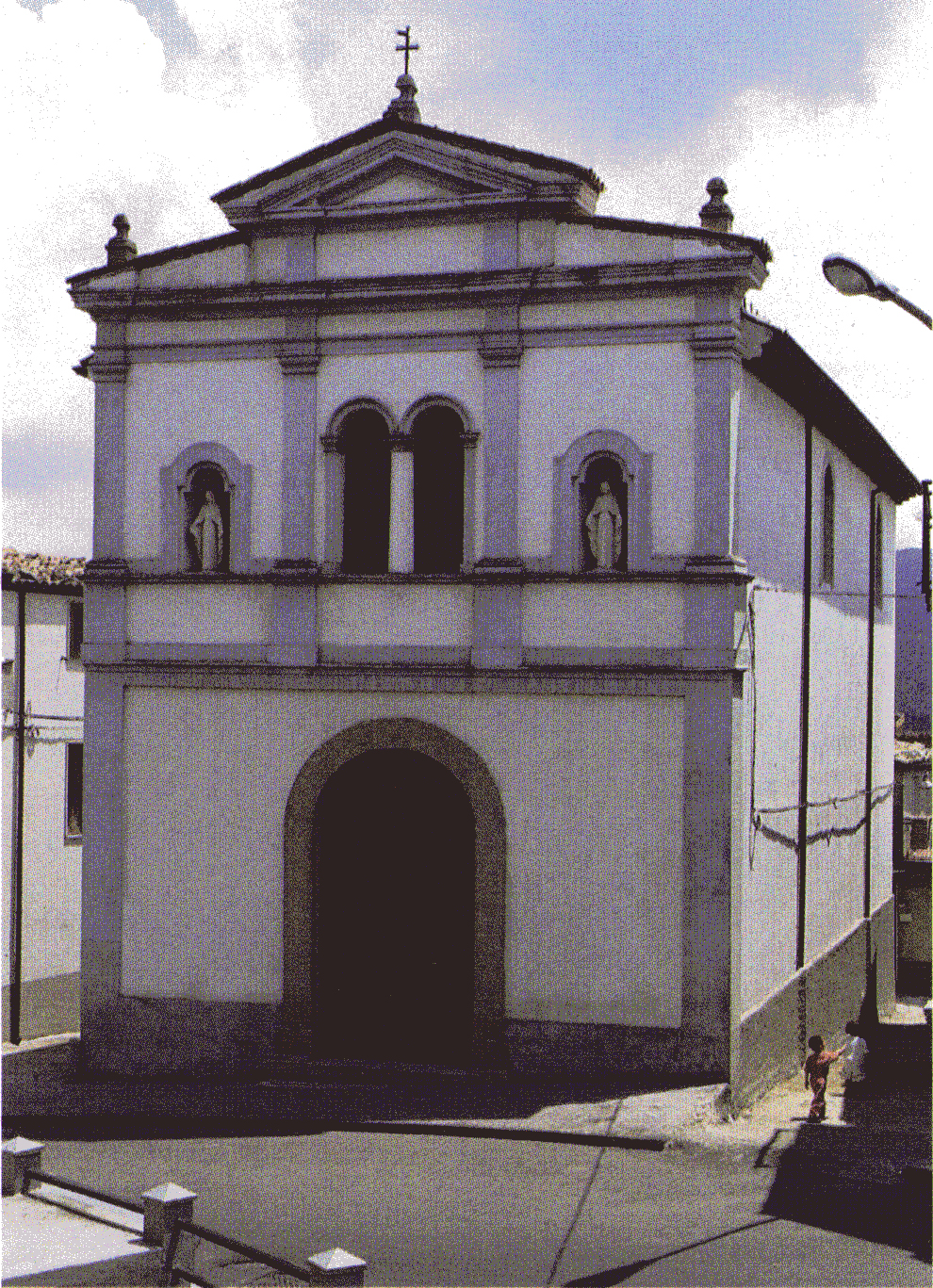
Chiesa del carmelo
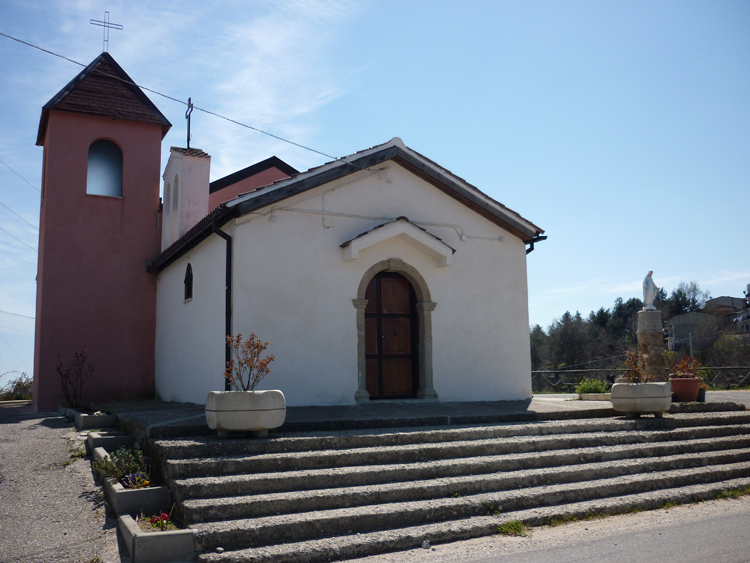
Chiesa Ecce Homo
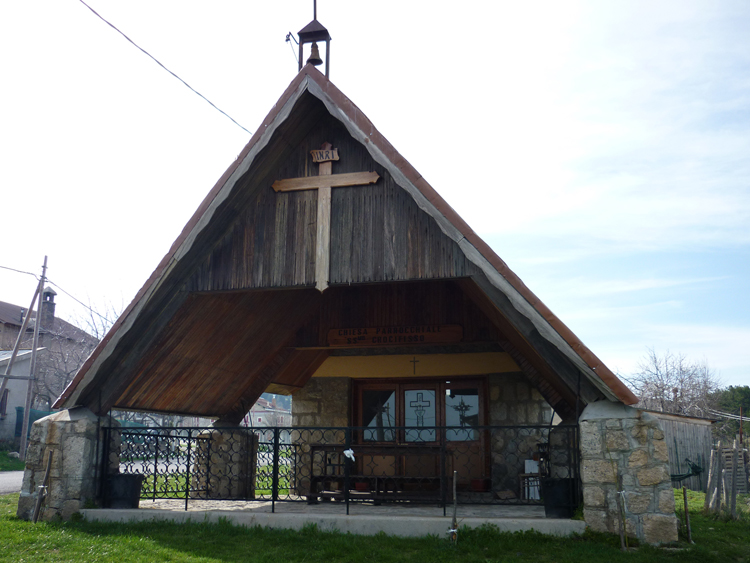
Chiesa dei Serrisi